# Giacomo Luccari
Giacomo di Pietro Luccari (1551-1615) este un cronicar din Raguza. În 1605 a publicat la Veneția o istorie a republicii Raguza sub titlul: "Copioso ristretto de gli annali di Rausa, libri quattro. Di Giacomo di Pietro Luccari, gentilhuomo Rauseo: oue diligentissimamente si descriue la fondatione della città, l'origine della Republica, e suo dominio, le guerre, le paci, & tutti i notabili auuenimenti occorsi dal principio di essa sino all'anno presente 1604."